# Galvarinus chilensis
La culebra de cola corta (Galvarinus chilensis) es una especie de reptil de la familia Colubridae. Antes denominada Tachymenis chilensis, ha sido recientemente clasificada en el nuevo género Galvarinus por Trevine et al. (2022), separándola del género Tachymenis Wiegmann 1835.

## Características
Alcanza hasta los 70 cm de largo. Su cuerpo es café grisáceo, con el vientre amarillento. La cabeza es proporcionalmente pequeña, de color amarillento, con dos manchas negras preoculares y una subocular. Su cola es corta en comparación con otras especies emparentadas.
Son cazadores diurnos, provistos de una mordedura venenosa que no es mortal para el hombre.  Se alimentan básicamente de anfibios, aunque también comen roedores, los cuales mata por constricción.
Su reproducción es vivípara, pariendo en primavera de 6 a 10 crías.

## Distribución
La especie es originaria de Sudamérica, encontrándose en Chile y Argentina. Viven en zonas boscosas altas y en pastizales.
En Chile se la encuentra desde Antofagasta hasta Chiloé, entre los 0 y 3050 m s. n. m.

## Conservación
No ha sido evaluada por la IUCN. La Asociación Herpetológica Argentina y el Consejo Asesor Regional Patagónico de la Fauna Silvestre la han evaluado como No vulnerable. En Chile fue clasificada por la Corporación Nacional Forestal como Preocupación menor, y como «vulnerable» por el Servicio Agrícola y Ganadero, debido a la pérdida de su hábitat.